# Postzegel met tab

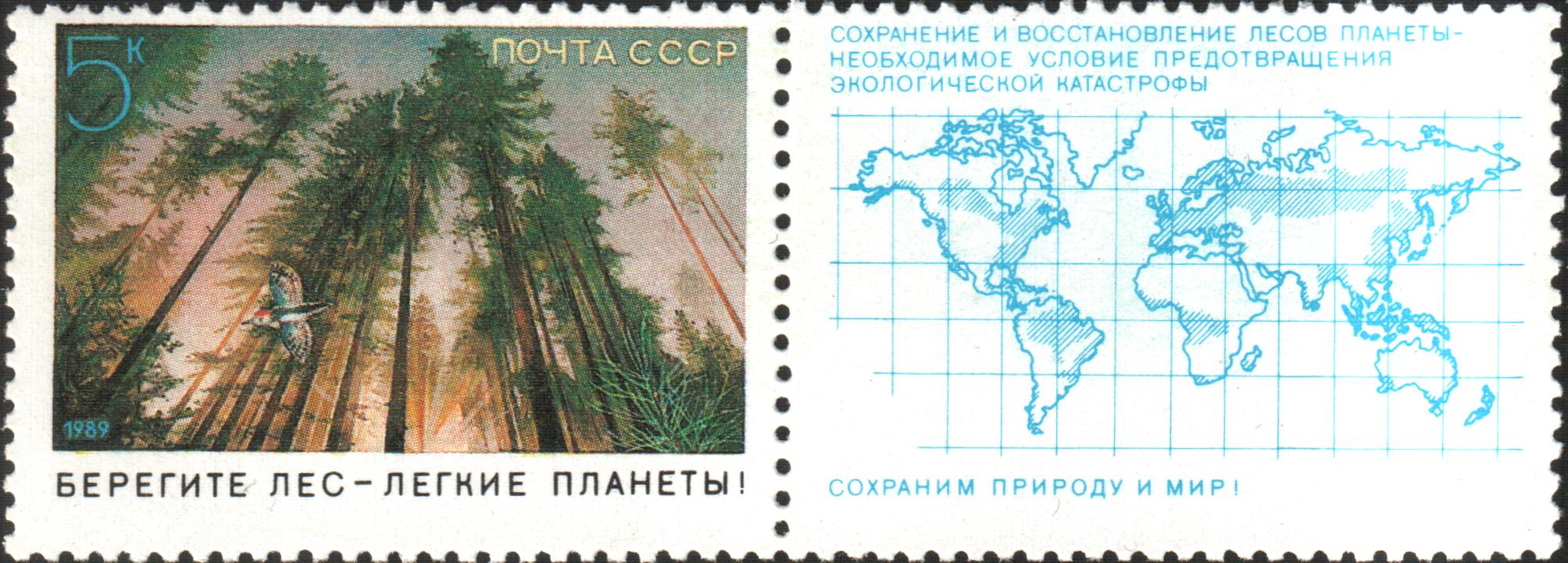
Postzegel van de USSR met tab

Een postzegel met tab is een postzegel met een geïllustreerd aanhangsel zonder frankeerwaarde. Zonder tab behoudt de zegel zijn frankeergeldigheid. 
Filatelisten sparen alleen tabs die nog aan de postzegel vast zitten.
De tab kan op verschillende manieren worden gebruikt: 
- een separate afbeelding die (meestal) verband houdt met de afbeelding op de postzegel;
- de afbeelding op de postzegel loopt door op de tab;
- de tab geeft een tekst die verband houdt met de postzegel;
- de tab geeft een reclame-tekst;
- de tab dient voor postaal gebruik (bijvoorbeeld het zondagstrookje in België);
- de tab dient ertoe om een blok "vol" te maken, zoals in een aantal Nederlandse kinderblokken (1965, 1970, 1972, 1975, enz.).

In Nederland is de "Delftse bijbel" (1977) een voorbeeld van postzegel met tab.
De Israëlische Post gebruikt de velranden als tab. Postfrisse Israëlische postzegels worden bijna uitsluitend mét tab verzameld. 
andreaskruis · baarfrankering · brandkastzegel · cinderella · decemberzegel · dienstzegel · doorloper · dwangtoeslagzegel · eerste postzegelemissie · gelegenheidszegel · gemeenschappelijke postzegelemissie · gemengde frankering · gepersonaliseerde postzegel · kinderpostzegel · langlopende postzegel · luchtpostzegel · perfin · portzegel · postpakketzegel · postzegel met tab · postzegelboekje · spoorwegzegel · toeslagzegel · vertanding · voorafstempeling · zelfklevende postzegel · zomerpostzegel · zondagstrookje
Portaal · Categorie